# Jiří Snítil
Jiří Snítil (* 24. února 1975 Praha) je český curler. Byl skipem prvního českého curlingového týmu Sem Tam Brno. Curlingu se věnuje od svých 21 let.
Se svým týmem (skip – Jiří Snítil, viceskip – Jakub Bareš, druhý – Martin Snítil, první – Jindřich Kitzberger, náhradník – Marek Vydra) reprezentoval Českou republiku na sedmi mistrovstvích světa (2008, 2009, 2011, 2012, 2013, 2014, 2015). Na mistrovství světa se umístil nejlépe v roce 2014 na 7. místě. Také se zúčastnil 12 mistrovství Evropy (1999, 2003, 2006, 2007, 2008, 2009, 2010, 2011, 2012, 2013, 2014). V roce 2012 získal se svým týmem na mistrovství Evropy v Karlstadu bronzovou medaili. V roce 2008 získal stříbrnou medaili na mistrovství Evropy smíšených družstev v Kitzbühelu.
Od konce své hráčské kariéry pracuje pro Světovou curlingovou federaci (World Curling Federation).